# KBC Duisburg
Der KBC Duisburg (offiziell: Kaßlerfelder Ballsportclub Duisburg 1888 e. V.) ist ein Sportverein aus dem Duisburger Stadtteil Kaßlerfeld. Der Verein bietet die Sportarten Fußball und Tai-Chi an. In den 1980er und frühen 1990er Jahren machte die inzwischen nicht mehr existierende Frauenfußball-Abteilung den Verein national und international bekannt.

## Geschichte
Der Verein wurde am 2. September 1888 gegründet. Die Fußball spielenden Männer hatten ihre Hochzeit in den frühen sechziger Jahren, als man kurzzeitig die Bezirksliga erreichte. 1970 gründete die Vereinswirtin Paula Schmitz die Frauenfußball-Abteilung. Erster Trainer wurde Gregor Grillemeier senior, Vater des gleichnamigen späteren Bundesliga-Profis. 1975 wurde die erste Niederrheinische Meisterschaft errungen, zwei Jahre später wurde man erstmals Niederrheinischer Pokalsieger. 1980 erreichte der KBC das Finale um die Deutsche Meisterschaft, unterlag jedoch der SSG 09 Bergisch Gladbach auf deren Anlage mit 0:5. Drei Jahre später wurde der KBC Sieger des DFB-Pokals. In der Siegerelf beim 3:0 gegen den gastgebenden FSV Frankfurt stand die damals 15-jährige Martina Voss.
1985 wurde die einzige Meisterschaft nach Duisburg geholt. Im Finale schlug man den FC Bayern München auf der Vereinsanlage des MSV Duisburg mit 1:0 durch ein Tor der kurz zuvor eingewechselten Anja Klinkowski. Im selben Jahr verpasste die von Jürgen Krust trainierte Mannschaft das Double: Das Pokalfinale, das erstmals in Berlin vor dem Männer-Endspiel ausgetragen wurde, ging im Elfmeterschießen mit 3:4 gegen den FSV Frankfurt verloren. Drei Jahre später stand der KBC in Bergisch Gladbach zum dritten und letzten Mal im Meisterschaftsfinale, unterlag aber erneut der heimischen SSG mit 4:5 im Elfmeterschießen.
Als 1990 die Bundesliga gegründet wurde, war der KBC mit von der Partie. Allerdings begann damals auch schon der langsame Abstieg des Vereins. 1993 stieg der Lokalrivale FC Rumeln-Kaldenhausen (am 7. Januar 2014 im MSV Duisburg aufgegangen) in die Bundesliga auf. Bereits ein Jahr später war die Wachablösung perfekt. Der KBC stieg aus der Bundesliga ab und verschwand in der Versenkung. Nach einigen Jahren in unteren Spielklassen wurde die Abteilung schließlich aufgelöst. Die verbliebenen Sportlerinnen, Trainer und Betreuer schlossen sich in einer eigenständigen Abteilung dem Sportverein Eintracht Duisburg an.
Seit 2021 die Herrenmannschaft aus der Kreisliga C abgemeldet wurde gibt es beim KBC nur noch Jugendfußball.

## Erfolge
- Deutscher Frauenfußballmeister 1985
- DFB-Pokalsieger der Frauen 1983
- 10 × Niederrhein-Meister: 1975 bis 1980, 1982 bis 1985
- 12 × Niederrhein-Pokalsieger 1977 bis 1985, 1987 bis 1989

## Statistik
| Saison                                                            | Liga              | Platz | S  | U | N  | Tore  | Punkte | DFB-Pokal          |
| ----------------------------------------------------------------- | ----------------- | ----- | -- | - | -- | ----- | ------ | ------------------ |
| 1985/86                                                           | Regionalliga West | 2.    | 16 | 4 | 2  | 62:14 | 36:8   | Viertelfinale      |
| 1986/87                                                           | Regionalliga West | 3.    | 14 | 3 | 3  | 57:16 | 31:9   | nicht qualifiziert |
| 1987/88                                                           | Regionalliga West | 3.    | 15 | 2 | 3  | 72:19 | 32:8   | Viertelfinale      |
| 1988/89                                                           | Regionalliga West | 4.    | 10 | 6 | 6  | 45:23 | 26:18  | Viertelfinale      |
| 1989/90                                                           | Regionalliga West | 5.    | 11 | 5 | 6  | 41:36 | 27:17  | Achtelfinale       |
| 1990/91                                                           | Bundesliga Nord   | 2.    | 10 | 7 | 1  | 47:16 | 27:9   | nicht qualifiziert |
| 1991/92                                                           | Bundesliga Nord   | 6.    | 8  | 6 | 6  | 31:24 | 22:18  | 1. Runde           |
| 1992/93                                                           | Bundesliga Nord   | 5.    | 7  | 6 | 5  | 33:28 | 20:16  | Viertelfinale      |
| 1993/94                                                           | Bundesliga Nord   | 10.   | 2  | 1 | 15 | 8:86  | 5:23   | 1. Runde           |
| Anmerkung: Rot unterlegte Spielzeiten kennzeichnen einen Abstieg. |                   |       |    |   |    |       |        |                    |

## Persönlichkeiten
Der KBC Duisburg brachte folgende Nationalspielerinnen hervor:
- Sandra Alter (2 Länderspiele)
- Gudrun Gottschlich (22)
- Sandra Hengst (7)
- Andrea Limper (7)
- Birgit Offermann (7)
- Claudia Reichler (3)
- Martina Voss (23)